# Pistolet Kel-Tec P11
Kel-Tec P11 – amerykański, kieszonkowy pistolet samopowtarzalny. W momencie rozpoczęcia produkcji w 1995 roku był najmniejszym i najlżejszym pistoletem kalibru 9 mm Parabellum. P-11 został zaprojektowany jako broń przeznaczona do skrytego przenoszenia.

## Opis
Kel-Tec P11 jest bronią samopowtarzalną. Zasada działania oparta na krótkim odrzucie lufy, zamek ryglowany przez przekoszenie lufy. Rolę rygla pełni odpowiednio ukształtowana obudowa komory nabojowej. Odryglowanie zapewnia nieruchomy ześlizg.
Mechanizm spustowy z wyłącznym samonapinaniem (DAO), z kurkowym mechanizmem uderzeniowym. Pistolet nie posiada żadnych bezpieczników zewnętrznych, bezpieczniki wewnętrzne są zwalniane podczas ściągania spustu.
P11 jest zasilany z wymiennego, dwurzędowego magazynka pudełkowego o pojemności 10 naboi (11 nabój może być bezpiecznie przenoszony w lufie), umieszczonego w chwycie. Zatrzask magazynka po lewej stronie chwytu pistoletowego. Po wystrzeleniu ostatniego naboju z magazynka zamek zatrzymuje się w tylnym położeniu.
Lufa gwintowana.
Przyrządy celownicze stałe (muszka i szczerbinka). Pistolet wykonany jest ze stopu aluminium 7075-T6 (obudowa mechanizmu spustowego)), stali SAE-4140 (lufa i zamek) oraz tworzywa sztucznego DuPont ST-800 (szkielet).